# Cross Purposes (album)
Pour les articles homonymes, voir Cross Purposes.
Albums de Black Sabbath
Dehumanizer Forbidden
Cross Purposes est le 17e album studio du groupe de heavy metal britannique Black Sabbath, sorti en 1994.
Dehumanizer vit la réunion du Black Sabbath de l'époque Mob Rules, mais, après la tournée, Ronnie James Dio (chant) et Vinny Appice (batterie) partirent. Ils furent remplacés par l'ancien chanteur de Black Sabbath Tony Martin et par l'ancien batteur de Rainbow et de Blue Öyster Cult, Bobby Rondinelli.
La chanson Cardinal Sin devait à l'origine s'appeler Sin Cardinal Sin (ou Sin, Cardinal Sin), mais une erreur d'impression sur la pochette de l'album effaça le premier mot. Le groupe adopta le nom Cardinal Sin comme titre de la chanson.
Un clip a été tourné en noir et blanc pour la chanson The Hand That Rocks the Cradle.
La chanson What's the Use est uniquement disponible sur la version japonaise de l'album, qui contenait aussi un auto-collant gratuit de la pochette. Une version presque identique de l'« ange brûlant » était présente sur Send Me an Angel, un single de Scorpions, sorti trois ans plus tôt.
L'album a atteint la 122e place au charts du Billboard 200.

## Liste des titres
Toutes les chansons ont été composées par Geezer Butler, Tony Iommi et Tony Martin, sauf indication contraire.
1. I Witness
2. Cross Of Thorns
3. Psychophobia
4. Virtual Death
5. Immaculate Deception
6. Dying For Love
7. Back To Eden
8. The Hand That Rocks The Cradle
9. Cardinal Sin
10. Evil Eye (Butler/Iommi/Martin/Van Halen)

La chanson What's the Use est présente uniquement sur la version japonaise de l'album.

## Composition du groupe
- Tony Iommi : guitare
- Tony Martin : chant
- Geezer Butler : basse
- Bobby Rondinelli : batterie

## Musiciens additionnels
- Geoff Nicholls : claviers
- Eddie Van Halen: premier solo sur Evil Eye